# La Chaise de Vincent avec sa pipe
La Chaise de Vincent avec sa pipe est un tableau réalisé par le peintre néerlandais Vincent van Gogh en 1888 à Arles, en France. Cette huile sur toile est une nature morte représentant en plongée une chaise sur l'assise paillée de laquelle on remarque une pipe et une blague à tabac. Acquise en 1924, elle est conservée à la National Gallery, à Londres, au Royaume-Uni. Elle a pour pendant un tableau représentant un fauteuil utilisé par Paul Gauguin, quant à lui au musée Van-Gogh, à Amsterdam.